# Андротион
Андротион (др.-греч. Ἀνδροτίων, около 410—340 годов до н. э.) — афинский политик, оратор и аттидограф IV века до н. э.
Андротион был старшим и, возможно, единственным сыном Андрона, внуком Андротиона, из дема Гаргетт аттической филы Эгеида. Отец Андротиона Андрон дважды упомянут в диалогах Платона среди учеников знаменитых софистов. Обучение в древней Элладе было платным. На основании сопоставления этих фактов современные историки подчёркивают, что Андротион происходил из богатой семьи. В 411 году до н. э. Андрон входил в состав кратковременного правительства «олигархии четырёхсот» в Афинах. Также он был близок к государственному деятелю Ферамену. В том же 411 году до н. э. Андрон инициировал судебный процесс против философа Антифона, сына Софила, по обвинению в государственной измене. По решению суда Антифона казнили.
В молодости Андротион обучался риторике у Исократа. Демосфен охарактеризовал его как «мастера говорить», так как «этому делу [он] посвятил всю свою жизнь». Незадолго до Союзнической войны (357—355 годов до н. э.) Андротион был одним из афинских послов к Мавсолу в Галикарнас. По окончании войны в течение года командовал афинским гарнизоном в Аркесине на острове Аморгос. В следующем году занял должность члена Совета Пятисот. Согласно данным эпиграфики в это время на один день был назначен эпистатом. Также вошёл в состав коллегии из десяти человек по взиманию задолженности с афинян по военному налогу эйсфоры. К этому времени относится деятельность Андротиона по наполнению государственной казны путём переплавки храмовых сосудов и золотых венков.
По окончании срока полномочий Совета Пятисот Андротион выступил перед Народным собранием с предложением их наградить. Однако недоброжелатели Андротиона подали на него в суд. От имени Эвтекмона с обвинительной речью выступил Демосфен. Андротиона оправдали. Впоследствии его всё-таки изгнали из Афин. Находясь в ссылке в городе Мегара, Андротион написал 10-томный исторический труд «Аттика», который использовал, в частности, Аристотель при написании «Афинской политии». На сегодняшний день сохранилось лишь 68 фрагментов из этого труда.